# Všenory
Všenory település Csehországban, Nyugat-prágai járásban. Všenory Dobřichovice, Černošice, Černolice és Jíloviště településekkel határos. Lakosainak száma 1741 fő (2024. január 1.).

## Népesség
A település lakosságának változását az alábbi diagram mutatja:
| Lakosok száma | 562  | 710  | 914  | 1620 | 1531 | 1405 | 1609 | 1658 | 1684 | 1741 |
|               | 1869 | 1890 | 1921 | 1950 | 1980 | 2001 | 2017 | 2019 | 2022 | 2024 |